# Municipio de Rosalia
El municipio de Rosalia (en inglés: Rosalia Township) es un municipio ubicado en el condado de Butler en el estado estadounidense de Kansas. En el año 2010 tenía una población de 631 habitantes y una densidad poblacional de 3,88 personas por km².

## Geografía
El municipio de Rosalia se encuentra ubicado en las coordenadas 37°47′24″N 96°37′6″O / 37.79000, -96.61833. Según la Oficina del Censo de los Estados Unidos, el municipio tiene una superficie total de 162.76 km², de la cual 162,04 km² corresponden a tierra firme y (0,44 %) 0,72 km² es agua.

## Demografía
Según el censo de 2010, había 631 personas residiendo en el municipio de Rosalia. La densidad de población era de 3,88 hab./km². De los 631 habitantes, el municipio de Rosalia estaba compuesto por el 97,31 % blancos, el 0,16 % eran afroamericanos, el 1,43 % eran amerindios, el 0,16 % eran de otras razas y el 0,95 % eran de una mezcla de razas. Del total de la población el 2,06 % eran hispanos o latinos de cualquier raza.